# Pseudosmittia schachti
Pseudosmittia schachti är en tvåvingeart som beskrevs av Caspers och Reiss 1989. Pseudosmittia schachti ingår i släktet Pseudosmittia och familjen fjädermyggor.
Artens utbredningsområde är Turkiet. Inga underarter finns listade i Catalogue of Life.